# Шалана
Шалана́ (рос. Шалана, башк. Шылан) — присілок у складі Благовіщенського району Башкортостану, Росія. Входить до складу Ільїно-Полянської сільської ради.
Населення — 6 осіб (2010; 1 в 2002).
Національний склад:
- росіяни — 100 %